# Segnale di stop

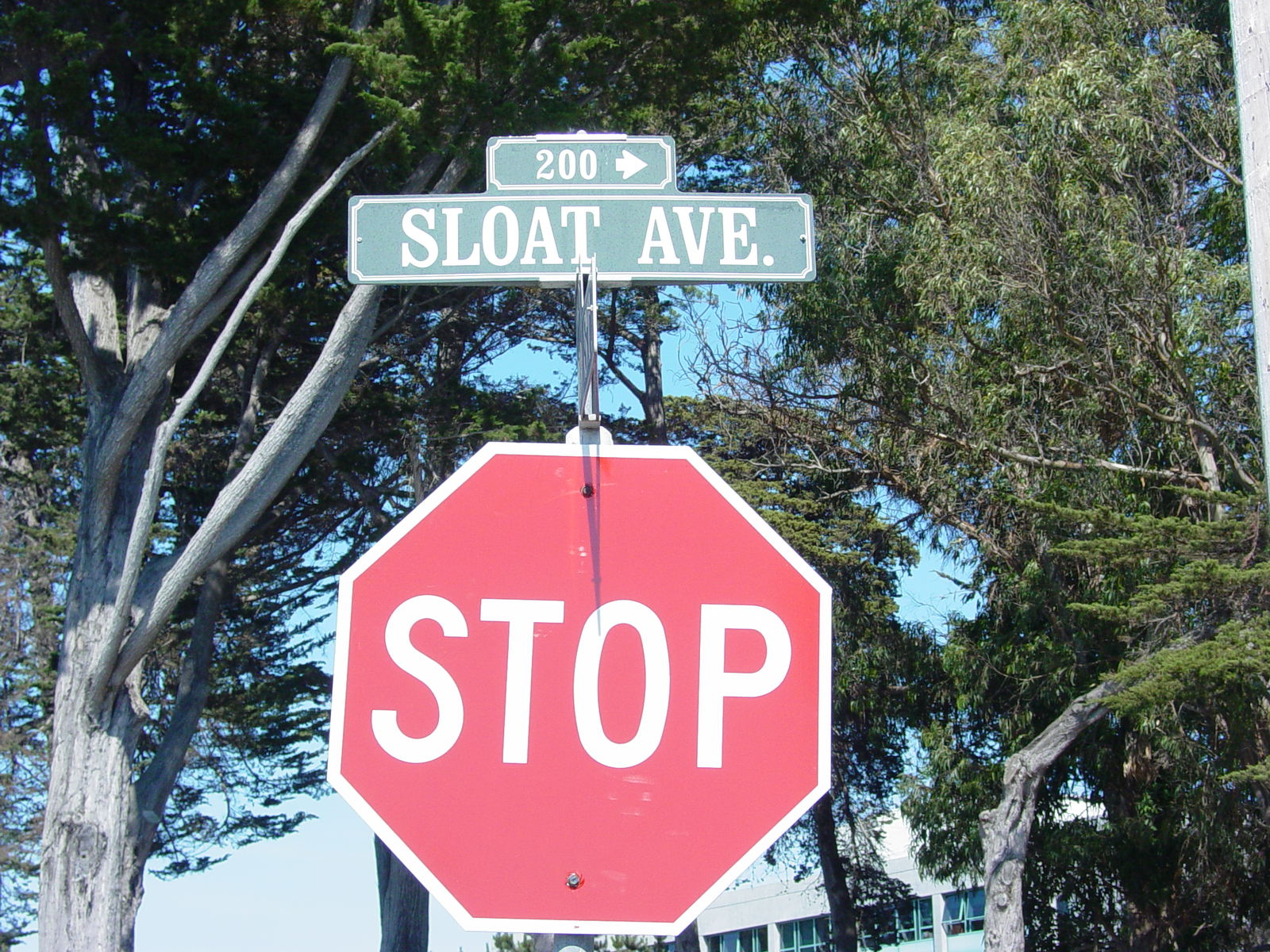
Segnale di fermarsi e dare la precedenza negli Stati Uniti d'America.

Il segnale di stop è un segnale stradale che indica di fermarsi e dare la precedenza ai veicoli della strada in cui si va ad immettersi in un'intersezione a raso.

## Forma
Il segnale viene utilizzato in tutte le nazioni e nella maggior parte di esse ha forma ottagonale rossa con la scritta bianca "STOP", anche se tale scritta può essere tradotta nella lingua dello stato in cui è stato installato. Israele utilizza una mano anziché la scritta.
In vecchi modelli, il segnale poteva avere forme e colori diversi, per esempio:
- in Giappone il segnale è a forma triangolare con il vertice verso il basso e di colore rosso;
- nello Zimbabwe è un disco bordato di rosso con all'interno una croce nera con la scritta STOP.

Segnale di stop in Messico
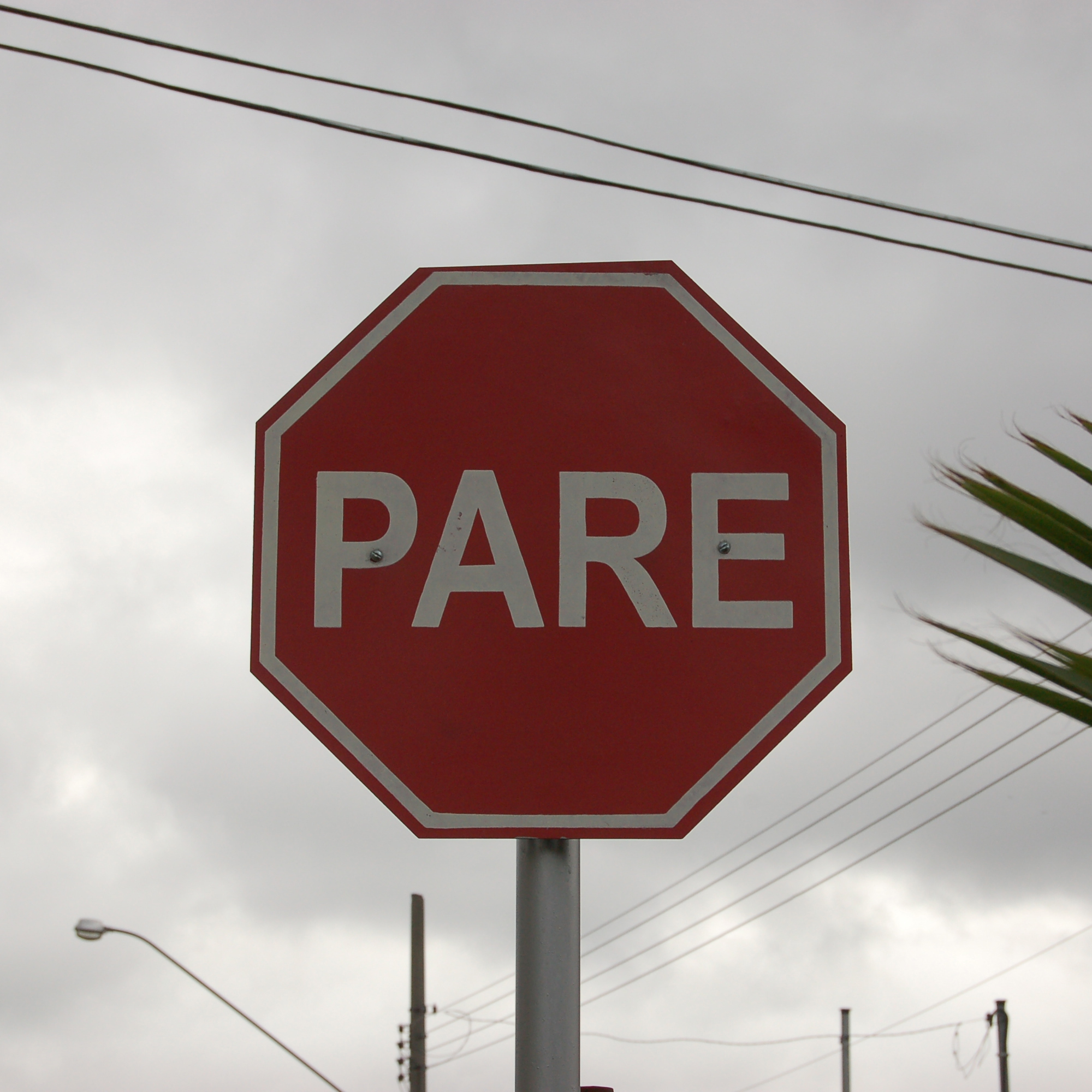
Segnale di stop in Brasile
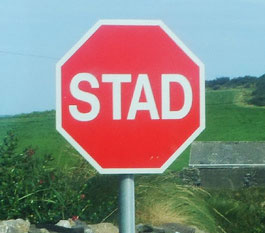
Segnale di stop in Irlanda
Segnale di stop in Cina
Segnale di stop in Laos
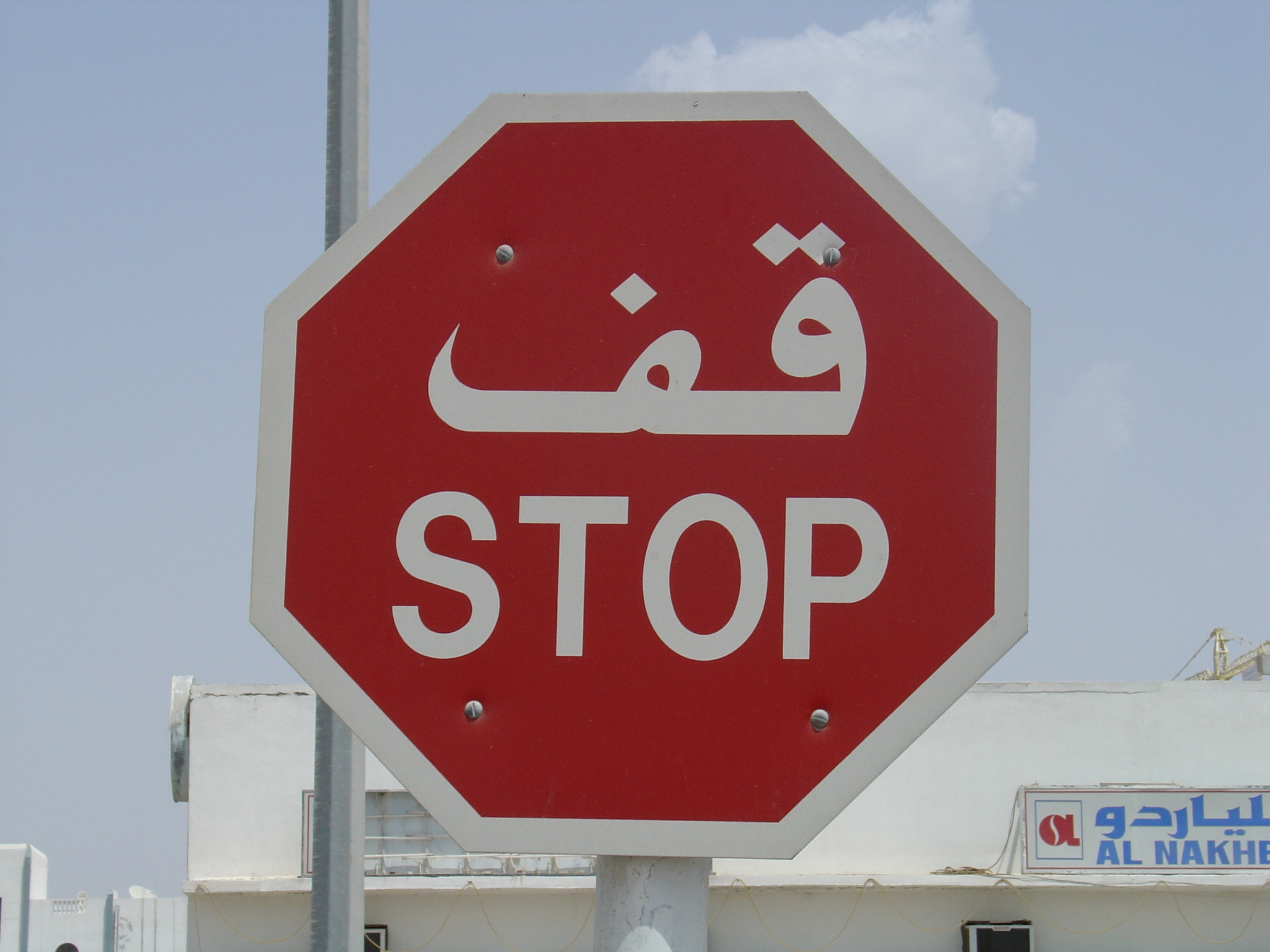
Segnale di stop bilingue (arabo e inglese) in Arabia Saudita
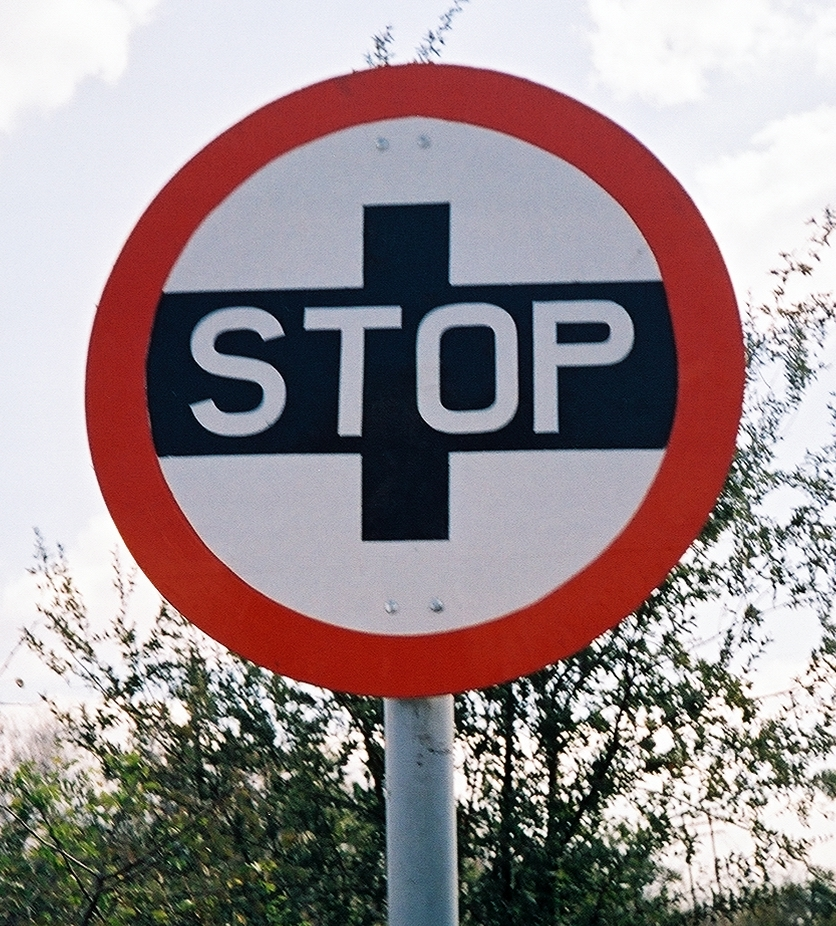
Segnale di stop in Zimbabwe
Segnale di stop in Bhutan

## Segnaletica stradale in Italia
Il Codice della strada italiano cataloga il segnale di stop nella categoria dei segnali di prescrizione e lo nomina Fermarsi e dare precedenza; si tratta dell'unico segnale a forma ottagonale previsto dalle leggi stradali italiane.
Il segnale è la figura II 37 del Regolamento di attuazione del Codice della strada e ha la seguente didascalia:

Il segnale di fermarsi e dare precedenza

Versione precedentemente in uso

1959 fino al 1992

Oltre al cartello stradale di arresto all'incrocio di forma rotonda precedentemente in uso in Italia, nel codice stradale italiano del 1959 veniva utilizzata la versione ottagonale, sprovvista di pellicola catarifrangente e con il carattere delle lettere identiche alla versione rotonda.
L’articolo 174 del Codice della strada indica l'obbligo di fermarsi in ogni caso, anche se non ci sono vetture nelle immediate vicinanze.

## Segnaletica stradale in Svizzera

1979-1995
1979-2003
Versione attuale (dal 2003)

## Segnaletica stradale nei vari Stati

### Europa
I segnali stradali di stop negli Stati europei presentano una certa somiglianza ed uniformità tra loro, in quanto molti Paesi si rifanno alla Convenzione di Vienna del 1968. Esistono tuttavia delle differenze grafiche, di codice colore e di testo.
In Europa veniva utilizzato in passato (in Italia fino al 1992) un segnale a forma di disco bordato di rosso con all'interno un triangolo con la scritta "STOP", ad eccezione della Germania che usava un segnale simile a quello di dare precedenza, con sfondo blu e la scritta "HALT" e la Finlandia che aveva un segnale ottagonale con all'interno su sfondo giallo un cerchio con all'interno una mano.
Il vecchio modello di segnale europeo viene ancora utilizzato nelle Bahamas, Cuba, Libia, Pakistan, Repubblica Centrafricana e Saint Kitts e Nevis.

### Stati Uniti d'America
Nessuna legge specifica/non legale
     Segnale di "Stop" trattato come "dare la precedenza"
     Segnale di "Stop" trattato come "dare la precedenza" e semaforo rosso trattato come "Stop"

Applicazione dello "Stop dell'Idaho" negli Stati Uniti nel maggio 2023:
Nessuna legge specifica/non legale
Segnale di "Stop" trattato come "dare la precedenza"
Segnale di "Stop" trattato come "dare la precedenza" e semaforo rosso trattato come "Stop"

Lo stop dell'Idaho è il nome con il quale è comunemente nota una legge che consente ai ciclisti di trattare un semaforo rosso come segnale di stop ed un segnale di stop come segnale di dare precedenza. È diventato legge per la prima volta nel 1982 nello stato dell'Idaho (da cui il nome).